# Краснознаменський (Щолковський міський округ)
Краснозна́менський (рос. Краснознаменский) — селище у складі Щолковського міського округу Московської області, Росія.

## Населення
Населення — 1477 осіб (2010; 2105 у 2002).
Національний склад (станом на 2002 рік):
- росіяни — 94 %